# ابو حکفه جنوبی
ابو حکفه جنوبی (به عربی: أبو حکفة الجنوبی) یک روستا در سوریه است که در استان حمص واقع شده‌است. ابو حکفه جنوبی ۱٬۰۳۶ نفر جمعیت دارد.